# Gerlanc
Gerlanc [gerlánc] je priimek več osebnosti.

## Znane nosilke in nosilci priimka
- Bogomil Gerlanc (1901 – 1992), publicist, urednik, bibliograf, prevajalec, etnolog, bibliofil (Wikipodatki)
- Inko Gerlanc (1929 - 2017), elektrotehnik, radioamater, umetn. zbiralec, mecen
- Tea Gerlanc, jazz pevka, besedilopiska
- Vida Gerlanc, arhitektka